# ヘキサシアニドコバルト(III)酸カリウム
ヘキサシアニドコバルト(III)酸カリウムは、化学式K3[Co(CN)6]の無機化合物である。

## 製法
ヘキサシアニドコバルト(III)酸カリウムは塩化コバルトとシアン化カリウムの反応により得られ、反応中にCo(II)がCo(III)に酸化される。：
CoCl2 + 5 KCN → K3[Co(CN)5] + 2 KCl
酸素が存在する場合、
2 K3[Co(CN)5] + O2 → K6[(CN)5CoOOCo(CN)5]
K6[(CN)5CoOOCo(CN)5] + 2 KCN → 2 K3[Co(CN)6] + K2O2
不活性気体中で、
2 K3[Co(CN)5] + 2 KCN + 2 H2O —煮沸→ 2 K3[Co(CN)6] + H2 + 2 KOH

## 物理的性質
ヘキサシアニドコバルト(III)酸カリウムは水に非常に溶け、エタノールには不溶でありまた反磁気を呈する。

## 化学的特性

### 酸との反応
ヘキサシアニドコバルト(III)酸カリウムの水溶液は光照射下で次第に分解する：
K3[Co(CN)6] + H2O → K3[Co(CN)5OH] + HCN
ヘキサシアニドコバルト(III)酸カリウムは、濃硫酸と反応して一酸化炭素を放出する ：
2 K3[Co(CN)6] + 11 H2SO4(濃) + 13 H2O → 3 K2SO4 + 6 (NH4)2SO4 + 2 CoSO4 + 11 CO↑ + CO2↑
また稀硫酸と作用しシアン化水素を放出する：
2 K3[Co(CN)6] + 6 H2SO4(稀) + 2 H2O → 3 K2SO4 + 2 CoSO4 + NH4HSO4 + 11 HCN↑ + CO2↑
過量の硝酸と反応し、ヘキサシアニドコバルト(III)酸を生成する：
K3[Co(CN)6] + 3 HNO3 —Δ→ H3[Co(CN)6] + 3 KNO3
硝酸との反応は、条件を変更した場合、以下のように進行する：
3 K3[Co(CN)6](濃) + 9 HNO3 + H2O —Δ→ KH2Co3(CN)11·H2O(紅色) + 8 KNO3 + 6 HCN + HOCN + NO2↑

### 塩溶液との反応
ヘキサシアニドコバルト(III)酸カリウムは、幾つかの金属の塩溶液と反応して沈澱を生成する：
2 K3[Co(CN)6] + 3 ZnSO4 → Zn3[Co(CN)6]2↓(白色) + 3 K2SO4
2 K3[Co(CN)6] + 3 FeSO4 → Fe3[Co(CN)6]2↓(黄色) + 3 K2SO4
2 K3[Co(CN)6] + 3 CuSO4 → Cu3[Co(CN)6]2↓ + 3 K2SO4
K3[Co(CN)6] + 3 AgNO3 → Ag3[Co(CN)6]↓ + 3 KNO3

## 参照
- ヘキサシアニドコバルト(III)酸
- ヘキサシアニドコバルト(III)酸銅(II)
- ヘキサシアニド鉄(III)酸
- ヘキサシアニド鉄(III)酸カリウム

## 参考資料
1. ↑  《无机化学丛书》. 第九卷 锰分族 铁系 铂系. 谢高阳 等. 科学出版社. P262. 钴(III)的阴离子络合物. ISBN 978-7-03-030545-9
2. ↑  Paul S. Poskozim. The preparation of Potassium Hexacyanocobaltate(III). J. Chem. Educ., 1969, 46 (6): 384. DOI: 10.1021/ed046p384
3. 1 2  《无机化学反应方程式手册》.曹忠良 王珍云 编.湖南科学技术出版社.第十三章 铁系元素. P368. 【K3[Co(CN)6]】